# Maria Vetulani de Nisau
Pour les articles homonymes, voir Vetulani.
Maria de Nisau née Vetulani (27 novembre 1898 - 2 septembre 1944) est une soldate polonaise, combattante de l'indépendance de la Pologne et participante à la guerre polono-ukrainienne et à la Seconde Guerre mondiale. 

## Biographie
Elle est la fille d'un ingénieur, Franciszek Vetulani (en) (1856-1921) et de Katarzyna Ipohorska-Lenkiewicz (1868-1915),. Elle a un frère, Stanisław, et deux sœurs, Zofia Vetulani (en) et Cecylia Vetulani (en). Sa famille vit dans de nombreuses villes, d'abord à Tarnów, plus tard à Cracovie, Lwów, Zakopane et finalement, de nouveau à Tarnów. Après avoir obtenu son diplôme à l'Orzeszkowa Gimnazjum de Tarnów, où Maria est membre des éclaireuses, elle entame des études de médecine à l'université Jagellonne. Elle est aussi membre de l'organisation militaire polonaise. En 1918-1919, elle combat pendant la Bataille de Lemberg (1918) (en). Elle sert d'abord dans le bataillon d'observation féminin "Wick" mais comme les femmes ne sont pas autorisées à participer aux combats, elle décide de se travestir en homme,. Elle prétend alors être un étudiant de l'université Jagellonne, Marian Ipohorski. Au printemps 1919, elle retourne à l'université. 
En 1923, elle épouse Bohdan de Nisau (en), un militant communiste. En 1924, leur fils Witold naît et Vetulani décide de ne pas poursuivre ses études. En 1925, Maria et sa famille s'installent à Varsovie, mais après deux ans, ils s'installent en Union soviétique avec de faux papiers. En 1934, Bohdan ayant été arrêtée par les Soviétiques, elle fuit l'URSS, convaincue que son mari a été tué (après la guerre, elle apprend qu'il est mort dix ans plus tard, en 1943 en prison). Elle retourne à Varsovie, où elle travaille comme employée de bureau. 
Pendant l'Occupation, elle est agent de liaison de l'Armia Krajowa. Son pseudonyme de conspiratrice est Maryna. Dans son appartement de la ulica iwiętokrzyska, elle organise un lieu de rencontre et une cachette pour le peuple juif. En août 1944, elle prend part à l'insurrection de Varsovie. Au cours des combats de rue, Vetulani est blessée. Emmenée à l'hôpital de la rue Długa, elle est tuée le 2 septembre, lors de la pacification allemande des hôpitaux de l'insurrection. Son fils Witold combat également lors du soulèvement ; il est blessé et emprisonné par les nazis, mais survit. 
Maria Vetulani reçoit deux fois la Croix de la Valeur. Une rue de Tarnów porte son nom.